# Nomen oblitum
Nomen oblitum (l. mn. nomina oblita; z łac. nomen, dop. nominis "imię, nazwa"; oblitus "zapomniany") – w nazewnictwie biologicznym nazwa nieużywana przez społeczność naukową przez ponad 50 lat od czasu, gdy została po raz pierwszy zaproponowana, będąca starszym synonimem lub homonimem używanej nazwy. Oznacza ta, że w powszechnym użyciu jest współcześniejsza nazwa, która stanowi określenie tego samego taksonu (synonim) lub też jest tak samo wymawiana (homonim). Stara nazwa nomen oblitum przestaje być uznawana, młodsza zaś zajmuje jej miejsce jako nomen conservandum ("nazwa do stosowania") lub nomen protectum ("nazwa chroniona").